# Patxi Usobiaga Lakunza
Patxi Usobiaga Lakunza (* 7. září 1980, Éibar, Baskicko) je španělský sportovní lezec, bývalý závodník a reprezentant, Mistr světa a Mistr Evropy, trojnásobný Vicemistr světa, vítěz světového poháru a Světových her v lezení na obtížnost.
Se světovými závody začal v roce 1997, kdy vyhrál Evropský pohár juniorů v kategorii A. Od té doby vyhrál téměř všechny významné typy světových závodů v lezení na obtížnost až po Světové hry (2005), kromě Mistrovství světa juniorů, kde byl třetí (IFSC Mistrovství Evropy juniorů ještě nepořádala, pouze z jednotlivých kol EPJ si neodnesl zlatou medaili). Jeho posledním vítězstvím do sbírky bylo Mistrovství světa v roce 2009 a posledních závodů se účastnil v roce 2010.

## Výkony a ocenění
- dvě nominace na ocenění Salewa Rock Award, získal ho v roce 2007
- dvě nominace na ocenění La Sportiva Competition Award[1]
- dvě nominace na světové hry 2005 a 2009, 1. a 2. místo
- osm nominací na prestižní závody Arco Rock Master v letech 2003—2010, které vyhrál v roce 2008

### Závodní výsledky
| Světové hry | Světové hry | Světové hry |
| Rok         | 2005        | 2009        |
| ----------- | ----------- | ----------- |
| Obtížnost   | 1           | 2           |

| Mistrovství světa | Mistrovství světa | Mistrovství světa | Mistrovství světa | Mistrovství světa | Mistrovství světa | Mistrovství světa |
| Rok               | 1999              | 2001              | 2003              | 2005              | 2007              | 2009              |
| ----------------- | ----------------- | ----------------- | ----------------- | ----------------- | ----------------- | ----------------- |
| Obtížnost         | 61-63             | 49-50             | 2                 | 2                 | 2                 | 1                 |

| Arco Rock Master | Arco Rock Master | Arco Rock Master | Arco Rock Master | Arco Rock Master | Arco Rock Master | Arco Rock Master | Arco Rock Master | Arco Rock Master |
| Rok              | 2003             | 2004             | 2005             | 2006             | 2007             | 2008             | 2009             | 2010             |
| ---------------- | ---------------- | ---------------- | ---------------- | ---------------- | ---------------- | ---------------- | ---------------- | ---------------- |
| Obtížnost        | 4                | 8                | 8                | 11               | 5                | 1                | 7                | 7                |
| Duel             | nezávodilo se    | nezávodilo se    | nezávodilo se    | nezávodilo se    | nezávodilo se    | nezávodilo se    | nezávodilo se    | 8                |

| Světový pohár | Světový pohár | Světový pohár    | Světový pohár              | Světový pohár            | Světový pohár            | Světový pohár       | Světový pohár     | Světový pohár  | Světový pohár | Světový pohár |
| Rok           | 2000          | 2002             | 2003                       | 2004                     | 2005                     | 2006                | 2007              | 2008           | 2009          | 2010          |
| ------------- | ------------- | ---------------- | -------------------------- | ------------------------ | ------------------------ | ------------------- | ----------------- | -------------- | ------------- | ------------- |
| Obtížnost     | 0             | 67-71            | 4                          | 5                        | 6                        | 1                   | 1                 | 4              | 2             | 4             |
| jednotlivě    | -,-,-, -,44   | -,-,-,-, 36,-,27 | ,5,4, · 14,10,6, · ,12,-,- | 4,17,23, · 5,, · 10,6,27 | 13,7,14, · 4,,-, · ,10,7 | 4,, · ,,5,, · 12,24 | 18,, · ,,6, · 6,, | ,8,22, · ,13,4 | 6,, · ,5,     | 26,9,5, · ,7, |

| Mistrovství Evropy | Mistrovství Evropy | Mistrovství Evropy | Mistrovství Evropy | Mistrovství Evropy |
| Rok                | 2004               | 2006               | 2008               | 2010               |
| ------------------ | ------------------ | ------------------ | ------------------ | ------------------ |
| Obtížnost          | 9-11               | 38-42              | 1                  | 6                  |

| Mistrovství světa juniorů | Mistrovství světa juniorů | Mistrovství světa juniorů | Mistrovství světa juniorů | Mistrovství světa juniorů | Mistrovství světa juniorů |
| Rok                       | 1994 Kat. B               | 1995 Kat. B               | 1997 Kat. A               | 1998 Junioři              | 1999 Junioři              |
| ------------------------- | ------------------------- | ------------------------- | ------------------------- | ------------------------- | ------------------------- |
| Obtížnost                 | 23                        | 5                         | 4                         | 8                         | 3                         |

| Evropský pohár juniorů | Evropský pohár juniorů | Evropský pohár juniorů | Evropský pohár juniorů |
| Rok                    | 1997 Kat. A            | 1998 Junioři           | 1999 Junioři           |
| ---------------------- | ---------------------- | ---------------------- | ---------------------- |
| Obtížnost              | 1                      | 10                     | 6                      |
| jednotlivě             | 4,,                    | -,4,5,-                | 13,-,9,                |

- Mistrovství Evropy juniorů se konalo až od roku 2012.